# Meridianbogen
Als Meridianbogen wird eine nord-südlich verlaufende Messstrecke auf der Erdoberfläche oder ihr mathematisches Äquivalent auf dem Erdellipsoid bezeichnet (vgl. Meridian).
Erstgenannte Messstrecke kann bei der „Methode der Gradmessung“ zur Bestimmung der mittleren Erdkrümmung und damit des Erdradius dienen. Dazu müssen auch die geografischen Breiten der beiden Streckenendpunkte (φ1, φ2) gemessen werden. Diese Breitenbestimmungen erfolgen astronomisch, indem die Höhenwinkel von Sternen beobachtet werden.
Die Strecke wird nun auf Meeresniveau reduziert und ihre Länge mit dem Unterschied der geografischen Breiten verglichen. Hat der Meridianbogen die Länge B und die Breitendifferenz den Betrag β = |φ1-φ2|, so ergibt sich der lokale Krümmungsradius mit R = B/β. Zusammen mit einem zweiten Meridianbogen kann daraus die Form des Erdellipsoids abgeleitet werden – wie z. B. 1735–1740 bei den berühmten Expeditionen der Pariser Akademie nach Lappland und Peru.
Seit ca. 1900 werden in der Geodäsie jedoch statt der Meridianmethode ausgedehnte Vermessungsnetze verwendet.

## Bedeutende Meridianbögen bis 1900
Die ersten Meridianbögen der Wissenschaftsgeschichte dienten dem Nachweis der kugelförmigen Erdfigur und ihrer Größe. Nach der Erdmessung des Eratosthenes ist hier die Gradmessung des Kalifen Al-Ma'mun zu erwähnen, ein 2° langer Bogen bei Bagdad, der für den Meridiangrad 122 km ergab (heutiger Wert je nach Breitengrad 111–112 km). Überliefert ist auch die Messung von Fernel 1525 nördlich von Paris mittels Sonnenbeobachtungen und Wagenrad-Umdrehungszählungen. Um 1615 vermaß Willebrord van Roijen Snell einen Meridianbogen zwischen Alkmaar und Bergen-op-Zoom erstmals mit der Triangulation großer Dreiecke. Jean Picard bestimmte 1670 als Erster die Länge des Meridianbogens durch Triangulation mit Quadranten, die Messfernrohre mit Fadenkreuzokularen zum Anvisieren des Gestirns hatten. Damit wurde eine bis dahin nicht mögliche Präzision erreicht.
Als eine merkliche Abweichung von der Kugelform – also die ellipsoidische Erdfigur – zu vermuten war, folgten im 18. und 19. Jahrhundert mehrere bedeutende Gradmessungen, vor allem
- die französische Erdmessung in Lappland und Peru
- der Meridianbogen Kremsmünster in Oberösterreich
- weitere Gradbögen in Deutschland, Italien und Österreich-Ungarn, v. a. Rom – Rimini (Roger Boscovich 1751) und Brünn – Varasdin (Wiener Meridian) von  Joseph Liesganig 1761
- der Delambre-Méchain-Bogen von Dünkirchen nach Barcelona (erstmals über 1000 km), 1792–1798
- der Gaußsche Bogen Göttingen – Altona (1821–1823), erstmals mittels streng mathematischer Ausgleichsrechnung
- der 2500 km lange Great Arc in Indien (1802–1841 für die Große Trigonometrische Vermessung)
- der 3000 km lange Struve-Bogen in Osteuropa (1816–1852) und
- seine Einbindung in weitere Bögen für das europäische Bessel-Ellipsoid
- der Meridianbogen Großenhain-Kremsmünster-Pola (~1880–1910) von Sachsen bis zur Adria
- und erste Gradmessungen in den USA für das Hayford-Ellipsoid.

## Bedeutende Meridianbögen des 20. Jahrhunderts
Ab etwa 1900 wurden neben astronomischen Breitenmessungen bzw. meridional ausgerichteten Vermessungsnetzen auch Längenbestimmungen (also Ost-West-Profile) gemessen, die ab etwa 1910 allmählich ausgedehnten Flächennetzen wichen – siehe Astro-geodätische Netzausgleichung.
Von den modernen Meridianbögen sind von besonderer Bedeutung:
- der Meridianbogen von Spitzbergen (gemessen von Russland & Schweden 1898–1902). Mit 4,2° Amplitude (Breitendifferenz) ist er zwar relativ kurz, aber der nördlichste für die Erdmessung nutzbare Bogen
- der südamerikanische Meridianbogen von Kolumbien durch ganz Ecuador bis zum Norden Perus, die 1899–1906 erfolgte Nachmessung des berühmten französischen Bogens von 1735 bis 1740
- der westeuropäisch-afrikanische Bogen (Meridian von Paris) von den Shetland-Inseln bis Laghouat bei Algier. Er hat 27° Amplitude und 38 Stationen
- die nordamerikanische Breitengradmessung im 98°-Meridian von Mexiko bis zum Eismeer (1922)
- und weitere Meridionalketten der USA sowie der 23° lange, schiefe Bogen entlang der Ostküste
- die afrikanische Gradmessung im Längengrad 30° Ost, initiiert schon von Sir David Gill, aber erst 1953 vollendet. Verlauf von Kairo bis Kapstadt, mit 65° Amplitude das längste Messprofil der klassischen Geodäsie.

## Mathematische Beschreibung
Ein Meridianbogen auf einem Rotationsellipsoid hat die genaue Form einer Ellipse. Daher lässt sich seine Länge – gezählt vom Äquator – als elliptisches Integral berechnen und in Form einer Reihe nach Funktionen der geografischen Breite φ darstellen:
{\displaystyle B=C\varphi +D\sin 2\varphi +E\sin 4\varphi +F\sin 6\varphi +\cdots } usw.
Der erste Koeffizient C hängt mit dem mittleren Erdradius zusammen und beträgt für das Bessel-Ellipsoid 111,120 km/Grad. Der zweite Koeffizient D hängt mit der Erdabplattung zusammen und beträgt 15,988 km. Die Werte für andere Ellipsoide unterscheiden sich ab der vierten Stelle.
Die Entwicklung mittels Exzentrizität e2 gibt bereits Jean-Baptiste Joseph Delambre 1799:
{\displaystyle {\begin{aligned}B\approx &\;a(1-e^{2})\left\{\left(1+{\frac {3}{4}}e^{2}+{\frac {45}{64}}e^{4}+{\frac {175}{256}}e^{6}+{\frac {11025}{16384}}e^{8}\right)\varphi \right.\\&\ -{\frac {1}{2}}\left({\frac {3}{4}}e^{2}+{\frac {15}{16}}e^{4}+{\frac {525}{512}}e^{6}+{\frac {2205}{2048}}e^{8}\right)\sin 2\varphi \\&\ +{\frac {1}{4}}\left({\frac {15}{64}}e^{4}+{\frac {105}{256}}e^{6}+{\frac {2205}{4096}}e^{8}\right)\sin 4\varphi \\&\ -{\frac {1}{6}}\left({\frac {35}{512}}e^{6}+{\frac {315}{2048}}e^{8}\right)\sin 6\varphi \\&\ +{\frac {1}{8}}\left.\left({\frac {315}{16384}}e^{8}\right)\sin 8\varphi \right\}\\\end{aligned}}}
Friedrich Robert Helmert benutzte {\displaystyle n={\frac {1-{\sqrt {1-e^{2}}}}{1+{\sqrt {1-e^{2}}}}}\simeq {\frac {e^{2}}{4}}} 1880:
{\displaystyle {\begin{aligned}B\approx &\;{\frac {a}{1+n}}\left\{\left(1+{\frac {n^{2}}{4}}+{\frac {n^{4}}{64}}\right)\varphi -{\frac {3}{2}}\left(n-{\frac {n^{3}}{8}}\right)\sin 2\varphi \right.\\&\ \left.+{\frac {15}{16}}\left(n^{2}-{\frac {n^{4}}{4}}\right)\sin 4\varphi -{\frac {35}{48}}n^{3}\sin 6\varphi +{\frac {315}{512}}n^{4}\sin 8\varphi \right\}\\\end{aligned}}}
Allgemeine Formeln gab Kazushige Kawase 2009:
{\displaystyle B={\frac {a}{1+n}}\sum _{j=0}^{\infty }\left(\prod _{k=1}^{j}\varepsilon _{k}\right)^{2}\left\{\varphi +\sum _{l=1}^{2j}\left({\frac {1}{l}}-4l\right)\sin 2l\varphi \prod _{m=1}^{l}\varepsilon _{j+(-1)^{m}\lfloor m/2\rfloor }^{(-1)^{m}}\right\}}
wobei {\displaystyle \varepsilon _{i}=3n/2i-n}.